# Mara Naceva

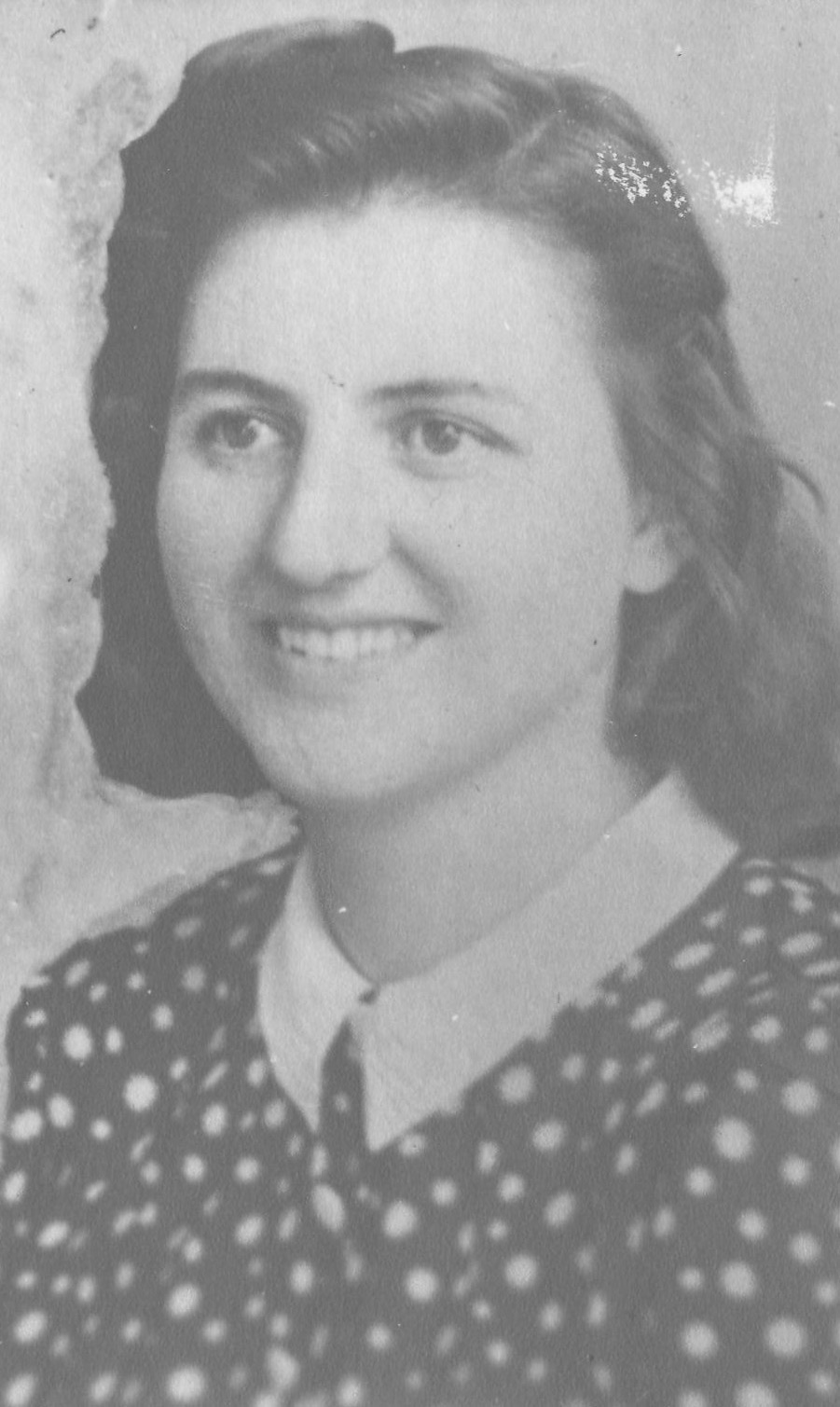
Mara Naceva

Mara Naceva (mazedonisch Мара Нацева; * 28. September 1920 in Kumanovo, Königreich der Serben, Kroaten und Slowenen; † 1. Juli 2013 in Kumanovo, Nordmazedonien) war eine mazedonische kommunistische Politikerin und Partisanenkämpferin.

## Leben
Mara Naceva wurde am 28. September 1920 in Kumanovo (damals Teil des Königreichs der Serben, Kroaten und Slowenen, heute Nordmazedonien) geboren. Sie besuchte die Grundschule in ihrer Heimatstadt und begann mit 15 Jahren, als Textilarbeiterin zu arbeiten. 1936 führte sie einen Streik in ihrer Fabrik an, wofür sie entlassen wurde. In der Folge wurde sie Mitglied im Bund der Sozialistischen Jugend Jugoslawiens.
Im Jahr 1939 ging Naceva nach Niš und wurde Mitglied des Bunds der Kommunisten Jugoslawiens. Im darauffolgenden Jahr wurde schloss sie sich auch dem Lokalkomitee und dem Bezirkskomitee der Kommunistischen Partei in Niš an und wurde zweimal verhaftet. Auch nahm sie an der fünften Grundkonferenz der Kommunistischen Partei Jugoslawiens in Zagreb als Delegierte aus Serbien teil. 
Nach der Besetzung Jugoslawiens im Zweiten Weltkrieg wurde Naceva Mitglied des Regionalen Komitees der Kommunisten in Mazedonien. Im Sommer 1942 wurde sie von der bulgarischen Polizei verhaftet und wurde in ein Lager für Frauen nahe Assenowgrad geschickt. Ihr Parteifreund Strašo Pindžur versuchte, sie aus dem Gefängnis zu befreien.
Im März 1943 wurde Naceva in Abwesenheit zur Organisationssekretärin des Bunds der Kommunisten Mazedoniens gewählt. Auch wurde sie Delegierte des Antifaschistischen Rates der nationalen Befreiung Jugoslawiens. Nach ihrer Rückkehr aus dem Lager beteiligte sich Naceva an der Partisanentätigkeit in der Nähe von Kumanovo. Sie wurde Mitglied des Antifaschistischen Rats der Volksbefreiung Mazedoniens während dessen erster Sitzung.
Nach dem Zweiten Weltkrieg wurde Naceva zum Mitglied des Zentralkomitees der Kommunistischen Partei Jugoslawiens gewählt. Außerdem wurde sie Vizepräsidentin der Antifaschistischen Frauenfront Jugoslawiens. Naceva war auch Präsidentin des Vorstands der Antifaschistischen Frauenfront Mazedoniens.
Mara Naceva wurde mit dem Orden der Volksbefreiung und am 29. November 1953 auch mit dem Orden des Volkshelden ausgezeichnet. Sie war die letzte überlebende mazedonische Trägerin dieser Medaille.
Sie starb am 1. Juli 2013 in Kumanovo, wo sie auch beigesetzt wurde.